# Ribes petraeum
Ribes petraeum là một loài thực vật có hoa trong họ Grossulariaceae. Loài này được Wulfen miêu tả khoa học đầu tiên năm 1781.